# NIMO Landgraaf
NIMO Landgraaf was een zwemvereniging uit Landgraaf. De vereniging werd opgericht in 1968 en ontstond uit een fusie tussen de Molt Zwemvereniging en Zwemvereniging Nieuwenhagen. Het thuiszwembad was zwembad In de Bende in Nieuwenhagen.

## Successen
Nimo was tot 1995 een vereniging met weinig successen. Vanaf die tijd is er een stijgende lijn ingezet. Nimo acteerde in het seizoen 1999-2000 op het een na hoogste niveau (de B-competitie) van Nederland. Verder werden er nationale successen behaald door enkele juniorenzwemmers. Zo wonnen diverse estafetteploegen in 1999 en 2000 enkele zilveren en bronzen medailles op de nationale juniorenkampioenschappen. In januari 2006 zorgde Melissa Meijer voor succes door een zilveren plak te pakken op datzelfde kampioenschap. Chayenne Poorts was succesvol op de nationale Minioren-kampioenschappen met onder andere nationale titels op de 200 meter wisselslag, 100 meter wisselslag en 100 meter vlinderslag.
O.l.v. voormalige zwemmers Dennis Colijn, Math Smeets en Nicolle Janssen is de vereniging vanaf 2009 uitgegroeid tot een bepalende vereniging op wedstrijdzwemgebied in Nederland en Limburg. Met Janina Beckers had de club een veelvoudig nationaal kampioene in huis die in de zomers van 2013, 2014 als 2016 ook deelnam aan de Europese open water kampioenschappen (met een 7e plek als beste resultaat). In de zomer van 2013 haalden ook Chayenne Poorts (5 km open water brons) en Esmee Lanckohr (200m school zilver) de nationale podia. In 2014 werden Imke Beekman, Esmee Lanckohr en Janina Beckers nationaal kampioen en beklommen ook Britt van den Boom, Vincent de Munter, Nikki Smeets, Carolien Beckers en Jylano Nahr het nationale podium.
In 2019 is de vereniging opgegaan in de fusievereniging Zwemsport Parkstad.